# Walenty Parat
Walenty Józef Parat (ur. 9 stycznia 1901 w Przemyślu, zm. ?) – kapitan piechoty Wojska Polskiego, żołnierz Legionów Polskich, uczestnik wojny polsko-bolszewickiej i II wojny światowej, kawaler Orderu Virtuti Militari.

## Życiorys
Urodził się w rodzinie Walentego i Zofii. Był bratem Leona (1891-1940) i Karola (ur. 1907), aspiranta Straży Granicznej.
Walenty Parat w Wojsku Polskim był od listopada 1918. Brał udział w wojnie polsko-bolszewickiej, po czym został przeniesiony do rezerwy. Ukończył kurs szkoły podchorążych artylerii, po czym w 1928 został powołany do służby czynnej. 
15 maja 1930 został przemianowany na oficera zawodowego w stopniu porucznika ze starszeństwem z dniem 1 września 1928 i 5. lokatą w korpusie oficerów piechoty. Służył w 5 pułku strzelców podhalańskich w Przemyślu, a następnie w 44 pułku piechoty w Równem, gdzie był dowódcą plutonu artylerii piechoty. Na stopień kapitana został mianowany ze starszeństwem z 1 stycznia 1936 i 274. lokatą w korpusie oficerów piechoty.
W kampanii wrześniowej 1939 pod jego dowództwem był pluton artylerii piechoty 44 pułku piechoty. Brał udział w walkach pod Tomaszowem Mazowieckim, a następnie 10 września w zwycięskiej bitwie o Głowaczów, gdzie dowodził resztkami 44 pułku piechoty. Po przeprawieniu się przez Wisłę walczył pod Łaskarzewem. Zdziesiątkowany pułk brał udział w walkach w dniu 23 września koło miejscowości Justynówka, jednak nie ma żadnych wzmianek o dowódcy. Po bitwie pułk uległ rozproszeniu. Dostał się do niemieckiej niewoli. Przebywał w Oflagu II C Woldenberg .

## Ordery i odznaczenia
- Krzyż Srebrny Orderu Virtuti Militari
- Krzyż Niepodległości – 9 listopada 1931 „za pracę w dziele odzyskania niepodległości”[10]
- Srebrny Krzyż Zasługi – 1938 „za zasługi na polu pracy społecznej”[11]